# Rachid El Ouali
Rachid El Ouali (in arabo رشيد الوالي‎?, Rashīd al-Wālī; Rabat, 3 aprile 1965) è un regista e attore marocchino.

## Biografia
Rachid El Ouali è nato il 3 aprile 1965 in un quartiere popolare di Rabat, in Marocco.
Dopo il diploma, sostiene un concorso di arte drammatica e viene ammesso al corso di Abbes Brahim presso la Scuola di Arte Drammatica del Teatro Nazionale Mohamed V, a Rabat.
Materiali del Centro Missionario Diocesano, Nigrizia Multimedia, Progettomondo mlal, Lvia, Catalogo del " XXVIII Festival di Cinema Africano di Verona ", pagina 21

## Filmografia

### Regista
- Coup de tampon
- La mouche et moi - cortometraggio (2006)
- Al-marhoum - cortometraggio (2007)
- Ymma (2013)
- Une goutte d'huile suffit - cortometraggio (2017)
- Nouhe Doesn't Know How to Swim (2018)

### Attore

#### Cinema
- Un amour à Casablanca, regia di Abdelkader Lagtaa (1991)
- Voyage dans le passé, regia di Ahmed Boulane - cortometraggio (1997)
- Un Simple Fait Divers, regia di Hakim Noury (1997)
- Mektoub, regia di Nabil Ayouch (1997)
- Keïd Ensa, regia di Farida Benlyazid (1999)
- Elle est diabétique et hypertendue et elle refuse de crever, regia di Hakim Noury (1999)
- Les Amours de Haj Mokhtar Soldi, regia di Mostafa Derkaoui (2001)
- Jugement d'une femme, regia di Hassan Benjelloun (2002)
- Et après?, regia di Mohamed Ismail (2002)
- Majida, regia di Abdeslam Kelai (2004)
- Elle est diabétique et hypertendue et elle refuse toujours de crever, regia di Hakim Noury (2005)
- Ici et là, regia di Mohamed Ismail (2005)
- Heaven's Doors, regia di Imad Noury e Swel Noury (2006)
- Les Larmes d'argent, regia di Mourad Boucif (2007)
- Adieu mères, regia di Mohamed Ismail (2007)
- Awlad Lablad, regia di Mohamed Ismail (2010)
- N8ar Tzad Tfa Dow, regia di Mohamed Karrat (2011)
- Sacré Dilemme, regia di Rachid Benzine - cortometraggio (2015)
- Tears of Satan, regia di Hicham El Jebbari (2016)
- Al Massira: la Marche Verte, regia di Youssef Britel (2016)
- Persuasion Fatale, regia di Hamza Atifi - cortometraggio (2018)
- Une année chez les Français, regia di Abdelfattah Arrom (2019)
- Petits rêves, regia di Mohamed Karrat (2020)
- Fatema, La Sultane Inoubliable, regia di Mohamed Abderrahman Tazi (2022)

#### Televisione
- Drama 1989
- Hout al Bahr 1992
- Et c'etait le voyage 1992
- La porte automatique 1993
- Siraa 1994
- El Wasiya 1995
- LA fille des nuages 1996
- Lobby 1996
- Serb Lahmam 1997
- Bargensac 1997
- Men dar al dar 1998
- Passeur d'enfants au Maroc 1999
- Al moussabouine 1999
- Chadia 2000
- Meurtre et enquete 2000-2001
- Ksar asouk 2001
- Al boukma 2001
- Soufiane 2002
- Meurtre et enquete 2002
- Khalkhal al Batoul 2002
- La mouche blanche 2003
- Allal al Kalda 2003
- Rabii Kortouba 2003
- C Comme Canada 2004
- L'autonme des reves 2004
- Pourqui pas 2005
- Mhayne dal Houssein 2005
- Nuit Blanche 2005
- Majda 2005
- Ailes brises 2005
- AL moustadaafoune 2006
- Pardon papa 2006
- L'autre dimension 2006
- Elle est Diabétique et Hypertendue.. et elle refuse Toujours de crever 2005
- Al Boued Al-Akhar 2007
- Al bahit 2007

## Teatro
- Sons et Lumiéres 1989
- Le bouton de Hammadi 1991
- Al fdouliat 1992
- Snadeq Laajab 1993
- Le Procés de Socrate 1994
- Africa Mouhajir 1994
- Hnia'a 1997
- La nuit du nouvel An 1997
- Fatna ya Fatna 2004

## Pubblicità
- Nel 2002 è stato testimonial per una serie di spot pubblicitari della compagnia telefonica Maroc telecom.
- Dal 2010 è il testimonial per una serie di spot pubblicitari della compagnia telefonica marocchina INWI